# 贖價救贖論
贖價救贖論（英語：ransom theory of atonement）是基督教神學概念，闡釋基督教救贖。此理論解釋耶穌基督受難的意義與影響。該學說歷史已久，盛行於4世紀至11世紀，當代較少獲得支持。其根源可追溯至早期教會，尤其見於俄利根的著作。此理論主張基督犧牲之死是一個贖金，一般認為此贖金付予撒旦。受原罪影響，人類的靈魂受到束縛，此贖金抵償人類的債務。

## 新約聖經的支持
在馬太福音20:28中，耶穌說：「人子來……要捨命做多人的贖價。」而提摩太前書2:6則提及，耶穌「捨自己做萬人的贖價」 。

## 神學觀點
贖價觀點的核心論述如下：
此理論主張，人類始祖亞當與夏娃在墮落之時，已將人類主權出讓予魔鬼。因此，上帝需向魔鬼支付贖金，以使人類脫離其掌控。然而，上帝利誘魔鬼接受基督之死作為贖金，而魔鬼未能察覺基督本不受死亡束縛。該理論指出，當魔鬼接受此贖金後，既滿足公義要求，上帝亦得以使人類擺脫撒旦的控制。
 — Robin Collins， Understanding Atonement: A New and Orthodox Theory
聖奧古斯丁如此闡釋此理論：
救贖者降臨時，欺詐者被擊敗。我們的救主如何對待那擄掠者？為贖回我們，祂以十字架設下陷阱，以寶血為餌。他［撒旦］固然能流這血，卻無資格飲用。當他流下無罪者的血，便不得不釋放所有負債之人。
 — Doctrine of the Atonement， Catholic Encyclopedia
然而，奧古斯丁在此問題上的立場並不明確。其著作中同時存在支持贖價救贖論與同歸於一論的論述，可能因為他認為這兩種理論可以相容。
「救贖」在此處的字面意思為「買回」。以贖金換回奴役中的戰俘，在當時社會很普遍。此理論部分立論依據，包括馬可福音10:45與提摩太前書2:5-6。在經文中，耶穌與保羅於救贖語境提及「贖價」一詞。然而亦存在不同觀點，伯拉糾的《羅馬書註釋》（教會判定此書為異端，但主要因為其恩典的觀點，並非其救贖的觀點）闡述，人類的罪惡「將自身賣予死亡」，而非予撒旦，此罪使他們與上帝疏離，直至耶穌受死將人從死亡中贖回。
四世紀的聖亞他那修提出類似理論，主張罪惡必然招致死亡，上帝早已警告亞當此後果。為保持一致性，上帝必須讓耶穌以人類完美原型受死，否則人類將深陷罪中滅亡。此說與補償救贖論相似，但亞他那修強調，基督受死之所以有效，在於人類與基督合而為一，而非基督在法律意義上替代人類，或轉移功德予人類。當耶穌降臨死人的世界（陰間或地獄）時，以其死亡終結死亡，因為死亡的權勢無法囚禁上帝，其為生命。
十一世紀經院神學家、諾曼征服後第二任坎特伯雷大主教安瑟莫，駁斥當時流行的贖價救贖論版本。他主張撒旦身為反叛者與法外之徒，本無權對人類提出公正的索取。《天主教百科全書》評「神須向魔鬼支付贖金」之說，「即使不令人作嘔，也肯定令人震驚」。哲學家兼神學家基斯華特等人指出，按贖價理論，上帝不僅是債務人，更是欺詐者，因上帝僅佯裝償債。
其他學者，如古斯塔夫奧連，則認為贖價理論不應視為商業交易（何人收取金額），而應視為解放人類脫離罪與死亡綑綁的過程。奧連著作《得勝者基督》（Christus Victor）主張早期教會觀點遭曲解，重新評估後提出贖價理論的新版本，認為其優於補償理論。
奧連此後闡述補償救贖論，此說法現為羅馬天主教會所採納。
「向撒旦支付贖金」的字面解釋，目前在西方普遍不受接納，僅見於部分重浸派和平教會，以及信心話語運動人士，例如肯尼斯。
美國天主教主教團評論馬太福音20:28時指出，「贖價」一詞「未必表述透過支付代價獲釋之意。在被擄之後，《七十士譯本》常以其同源動詞描述上帝從埃及或巴比倫拯救以色列民。參見出埃及記6:6、15:13；詩篇77:16（《七十士譯本》為76篇）；《以賽亞書》43:1、44:22。」

## 東方教會
亞歷山大的俄利根、尼撒的貴格利與希波的奧古斯丁教導的觀點，皆與標準贖價救贖論相符。聖巴西流禮儀（拜占庭禮中每年舉行十次）明言基督以死為贖價。其他教父，如神學家額我略，則強烈否認基督向撒旦或任何邪惡勢力支付贖金，惟其並未否定基督為贖價。耶路撒冷的西里爾在《教理講授》中提出，基督的贖價實際是支付予聖父上帝。

## 羅馬天主教會
《天主教教理》，為羅馬天主教教導的官方權威綱要，稱基督在加爾瓦略山支付的贖價為「普世救贖的奧跡」，但未明示贖價支付對象，甚至未提贖價支付予特定個體。

## 新教
宗教改革時期，另類觀點興起，路德與加爾文等重要改革家提出代罰救贖論。

### 信義宗
瑞典信義會主教古斯塔夫奧連（1879–1977）重新詮釋贖價理論，視之為基督擊敗邪惡勢力，而非單純贖金。

### 再臨宗
再臨宗認為因為亞當在伊甸園犯罪，全人類繼承罪與死亡。此派主張唯有完美之人的犧牲，才能贖亞當的罪。脫離罪和死亡的唯一途徑，是相信耶穌以「末後亞當」身份，為人類付出贖價。耶和華見證人與基督復臨安息日會等宗派持此觀點。